# Prusse-Méridionale
Pour les articles homonymes, voir Prusse (homonymie).

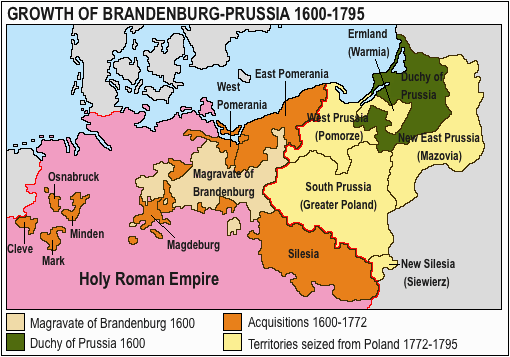
Les territoires polonais acquis par la Prusse (en jaune) : la Prusse-Méridionale est désigné ici sous le nom de South Prussia.

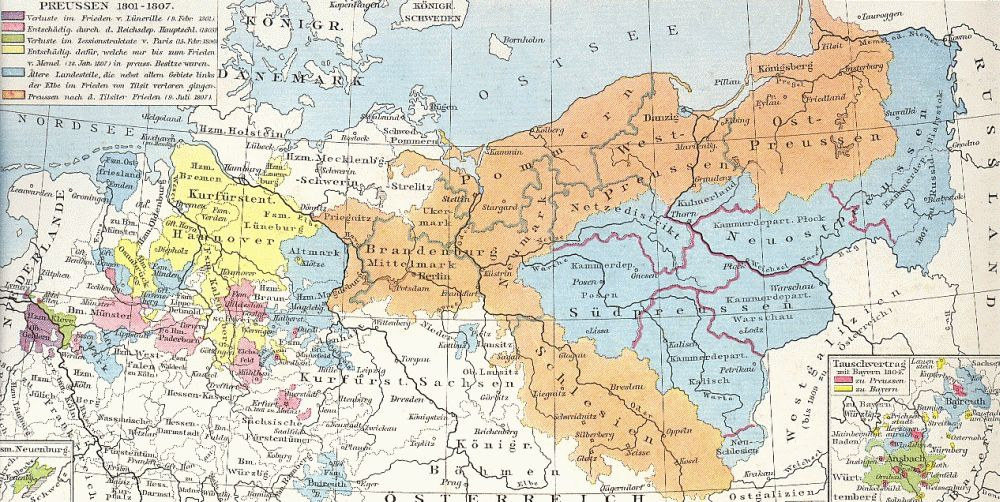
Carte de la Prusse Méridionale (Südpreussen, en bleu) avec les départements de Kalisz, Poznań et Varsovie, 1801-1807

La Prusse-Méridionale (en allemand : Südpreußen ; en polonais : Prusy Południowe) est une province du royaume de Prusse qui a existé de 1793 à 1807, incluant les villes de Poznań et de Varsovie. Elle est en effet  formée de territoires polonais annexés lors des deuxième et troisième partages de la Pologne.

## Historique
Lors du premier partage, le royaume de Prusse a reçu la Prusse royale devenue province de Prusse-Occidentale.

### Le Second partage (1793)
Par le traité de Grodno du 25 septembre 1793, le roi de Pologne cède au roi de Prusse les villes de Dantzig et de Thorn, la partie de la Grande-Pologne située à l'ouest d'une ligne déterminée par le traité, incluant les voïvodies de Gniezno, Poznań, Sieradz, Kalisz, Płock, Brzesc Kujawski (en), Inowrocław (en), la région de Dobrzyń et une partie des voïvodies de Cracovie, Rawa et Mazovie.
La Prusse-Méridionale est bordée, à l'ouest, par la Nouvelle-Marche (Neumark), partie orientale du margraviat de Brandebourg (Mark Brandenburg), au nord, par le district de la Netze (Netzedistrikt), partie méridionale de la Prusse-Occidentale.

### Le Troisième partage (1795)
Après le troisième partage de la Pologne, les pays de Dobrzyń et de Płock situés au nord-est de la Vistule, sont transférés à la Nouvelle-Prusse-Orientale tandis que la Prusse-Méridionale s'agrandit de l'ancienne voïvodie de Mazovie. Au sud-est, la Pilica est la frontière avec la Petite-Pologne qui attribuée à l'Autriche. Au sud-ouest, la Prusse-Méridionale jouxte la province de Silésie et la Nouvelle-Silésie, petite province incluant l'ancien duché de Siewierz.
Varsovie devient le chef-lieu de la province à la place de Poznań. Un certain nombre de fonctionnaires prussiens sont nommés.
Le code prussien Allgemeines Landrecht der preussischen Staaten s'applique dans la province à compter du 1er janvier 1797 (jusqu'au 1er mai 1808, date de l'instauration du Code Napoléon).

### Divisions administratives de 1795 à 1807
La Prusse-Méridionale est divisée en trois départements (Kriegs- und Domänen-Kammern) : le département de Kalisz, le département de Posen
et le département de Varsovie, divisés en arrondissements.
| Département de Kalisz | Département de Posen | département de Varsovie                                                                             |
| - Kalisch - Adelnau - Konin - Schildberg - Wieluń - Lutomiersk - Warta - Schadeck - Sieradz - Petrikau - Radomsko - Czenstochau | - Posen - Oborniki - Meseritz - Bomst - Fraustadt - Kröben - Schrimm - Kosten - Krotoschin - Peisern - Schroda - Gnesen - Wangrowitz - Powedist - Brest - Radziejów - Kowal | - Varsovie - Blonin - Tschersk - Rawa - Sochaczew - Gostynin - Orłów - Lenczyca - Zgierz - Brzeziny |

### Fin de la province
À la suite des victoires de Napoléon Ier sur la Prusse à Iéna et Auerstaedt, de l'occupation de Berlin, de Dantzig et de Varsovie par les troupes françaises incluant des contingents des légions polonaises, les traités de Tilsit de juillet 1807 font de la Prusse-méridionale le fondement territorial du duché de Varsovie, État sous la tutelle de l'Empire français ; en 1809, il s'agrandit de la Petite-Pologne reprise à l'Autriche après la bataille de Wagram.

## Personnalités de la Prusse-Méridionale
- Nicolas Chopin (1771-1844) est alors  précepteur dans la famille Laczynska puis dans la famille Skarbek ; il se marie en 1806 dans un pays soumis à la loi prussienne (mais son fils Frédéric Chopin naît en 1810, sous le règne du Code civil napoléonien).
- Maria Laczynska (future Marie Walewska), maîtresse de Napoléon Ier.
- Le jeune E.T.A. Hoffmann occupe des fonctions dans l'administration prussienne de la province.